# Бобслей на зимових Олімпійських іграх 2018
Змагання з бобслею на зимових Олімпійських іграх 2018 в Пхьончхані проходили з 18 по 25 лютого в центрі санних видів спорту «Альпензія», розташованому в курорті Альпензія, поблизу селища Деквалмйон.
У рамках змагань розіграно 3 комплекти нагород.

## Кваліфікація
За підсумками кваліфікаційних змагань олімпійські ліцензії отримали 170 спортсменів (130 чоловіків і 40 жінок), при цьому максимальна квота для одного олімпійського комітету складає 19 спортсменів (13 чоловіків і 6 жінок).

## Розклад
Увесь час (UTC+9).
| Дата      | Час   | Подія                          |
| --------- | ----- | ------------------------------ |
| 18 лютого | 20:05 | Чоловічі заїзди-двійки 1 і 2   |
| 19 лютого | 20:15 | Чоловічі заїзди-двійки 3 і 4   |
| 20 лютого | 20:50 | Жіночі заїзди-двійки 1 і 2     |
| 21 лютого | 20:40 | Жіночі заїзди-двійки 3 і 4     |
| 24 лютого | 9:30  | Чоловічі заїзди-четвірки 1 і 2 |
| 25 лютого | 9:30  | Чоловічі заїзди-четвірки 3 і 4 |

## Чемпіони та медалісти

### Таблиця медалей
| Місце | Країна               | Золото | Срібло | Бронза | Загалом |
| ----- | -------------------- | ------ | ------ | ------ | ------- |
| 1     | Німеччина (GER)      | 3      | 1      | 0      | 4       |
| 2     | Канада (CAN)         | 1      | 0      | 1      | 2       |
| 3     | Південна Корея (KOR) | 0      | 1      | 0      | 1       |
| 3     | США (USA)            | 0      | 1      | 0      | 1       |
| 4     | Латвія (LAT)         | 0      | 0      | 1      | 1       |
|       | Усього               | 4      | 3      | 2      | 9       |

## Змагання
| Вид змагань        | Золото                                                                                        | Золото  | Срібло | Срібло        | Бронза                                     | Бронза        |
| ------------------ | --------------------------------------------------------------------------------------------- | ------- | --- | ------------- | ------------------------------------------ | ------------- |
| Двійки, чоловіки   | Канада (CAN) Джастін Кріппс Александер Копач Німеччина (GER) Франческо Фрідріх Торстен Маргіс | 3:16.86 | не присуджено | не присуджено | Латвія (LAT) Оскарс Мелбардіс Яніс Стренга | 3:16.91       |
| Четвірки, чоловіки | Німеччина (GER) Франческо Фрідріх Канді Бауер Мартін Гроткопп Торстен Маргіс                  | 3:15.85 | Німеччина (GER) Ніко Вальтер Кевін Куске Александер Редігер Ерік Франке Південна Корея (KOR) Вон Юн Чжон Чон Джон Лін Со Йон Ву Кім Дон Хьон | 3:16.38       | не присуджено                              | не присуджено |
| Двійки, жінки      | Німеччина (GER) Маріама Яманка Ліза Буквіц                                                    | 3:22.45 | США (USA) Елана Меєрс Тейлор Лорен Гіббс | 3:22.52       | Канада (CAN) Кейлі Гамфріс Філісія Джордж  | 3:22.89       |